# AG-64
La autovía AG-64 o Autovía Ferrol-Villalba es una autovía autonómica de la Junta de Galicia que transcurre entre Ferrol y Villalba. Anteriormente era la vía rápida CRG-1.1, una vía para automóviles limitada a 100 km/h en el trayecto entre Catabois e Iglesiafeita. Consta de unos 55,95 km de longitud, la velocidad limita a 120 km/h.

## Historia
En marzo de 1992, iniciaron las obras del antiguo corredor Ferrol-Puentes de García Rodríguez con el primer tramo entre la rotonda de Catabois y San Saturnino. Fue inaugurado por Xosé Cuíña el 7 de septiembre de 1993, con una longitud de unos 12,4 km, originalmente fue bautizado como CR-G.11 (más adelante cambiaron a la CRG-1.1). En noviembre de 1995 iniciaron las obras del tramo San Saturnino-Iglesiafeita como segundo y último tramo del antiguo corredor. Fue puesto en servicio de forma parcial, el 23 de enero de 1997, y posteriormente fue inaugurado por Manuel Fraga, el 7 de febrero de 1997, contando con una longitud de 7,13 km.
La conversión en autovía AG-64 iniciaron en septiembre de 2000, primero abrieron de forma parcial, el subtramo entre Catabois y el polígono industrial Río do Pozo, abierto en noviembre de 2002 y completaron todo el primer tramo desdoblado del antiguo corredor, desde el polígono industrial Río do Pozo hasta Iglesiafeita de unos 18 km de longitud y fue inaugurado el 10 de febrero de 2003. El segundo tramo entre Iglesiafeita y Espiñaredo (8,6 km de longitud) fue inaugurado en junio de 2005 el tercer tramo entre Espiñaredo y Puentes de García Rodríguez había previsto la inauguración completa a principios de 2007, pero el talud de la zona de Espiñaredo ha dejado dividido en dos partes del tramo, solo había inaugurado parcialmente unos 5,2 km desde la carretera autonómica AC-861 (tras la curva a unos kilómetros de la rotonda del enlace de Espiñaredo) hasta Puentes de García Rodríguez, el 19 de enero de 2007 y posteriormente, el 25 de septiembre de 2007, fue puesto en servicio en la totalidad de unos 1,6 km pendientes para completar de un total de 6,8 km de longitud. El cuarto tramo entre Puentes de García Rodríguez y Cabreiros (8,9 km de longitud) fue inaugurado el 23 de diciembre de 2008 y el quinto y último tramo entre Cabreiros y Villalba (13,4 km de longitud) fue inaugurado el 17 de febrero de 2010.

## Tramos
| Denominación | Tramo | Kilómetros      | Año servicio |
| ------------ | --- | --------------- | --- |
| AG-64        | AC-116 Catabois - AC-861 AC-125 Iglesiafeita Subtramo original CRG-1.1 (Catabois-San Saturnino) Subtramo original CRG-1.1 (San Saturnino-Iglesiafeita) Subtramo parcial: AC-116 Catabois - Polígono industrial Río do Pozo Subtramo completo: Polígono industrial Río do Pozo - AC-861 AC-125 Iglesiafeita | 12,4 7,1 2,7 18 | 1 carril por sentido: 1993 1 carril por sentido: 1997 2 carriles por sentido: 2002 2 carriles por sentido: 2003 |
| AG-64        | AC-861 AC-125 Iglesiafeita - AC-861 AC-110 Espiñaredo | 8,6             | 2005 |
| AG-64        | AC-861 AC-110 Espiñaredo - AC-564 AC-861 Puentes de García Rodríguez Subtramo parcial: AC-861 Codesás - AC-564 AC-861 Puentes de García Rodríguez Subtramo completo: AC-861 AC-110 Espiñaredo - AC-861 Codesás                                                                                             | 5,2 1,6         | 2007 |
| AG-64        | AC-564 AC-861 Puentes de García Rodríguez - LU-540 LU-861 LU-170 Cabreiros | 8,9             | 2008 |
| AG-64        | LU-540 LU-861 LU-170 Cabreiros - A-8 LU-861 Villalba | 13,4            | 2010 |

## Salidas
| Área de servicio Río do Pozo Estación de servicio VALCARCE Ferrol |

| Área de servicio Río do Pozo Estación de servicio VALCARCE Ferrol |